# Сурабе

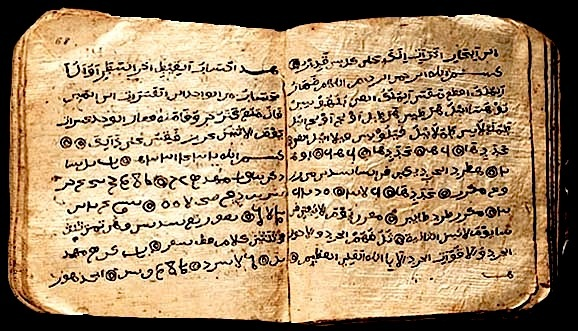

Сурабе — название стандарта передачи малагасийского языка с помощью арабского алфавита и название самих рукописей народа антемуру. Антемуру — одна из субэтнических групп малагасийского народа — продолжает использовать арабский шрифт до сих пор. Самые древние из рукописей сурабе относятся к XII в. и содержат тексты магического и астрологического содержания. Исторически сурабе появился на Мадагаскаре вместе с мусульманами и предположительно может иметь родство со стандартами джави и пегон.
В отличие от классического арабского языка для сурабе характерно обязательное использование огласовок харакат.
| ـَ | ب | د | ـِ | ف | غ     | ه | ـِ    | ج | ك | ل | م | ن | ـُ | ڡ | ر | س | ط | و | ‹ي› na ‹ز› |
| a | b | d | e | f | g, ng | h | i, y | j | k | l | m | n | o | p | r | s | t | v | z          |